# Astrocyt

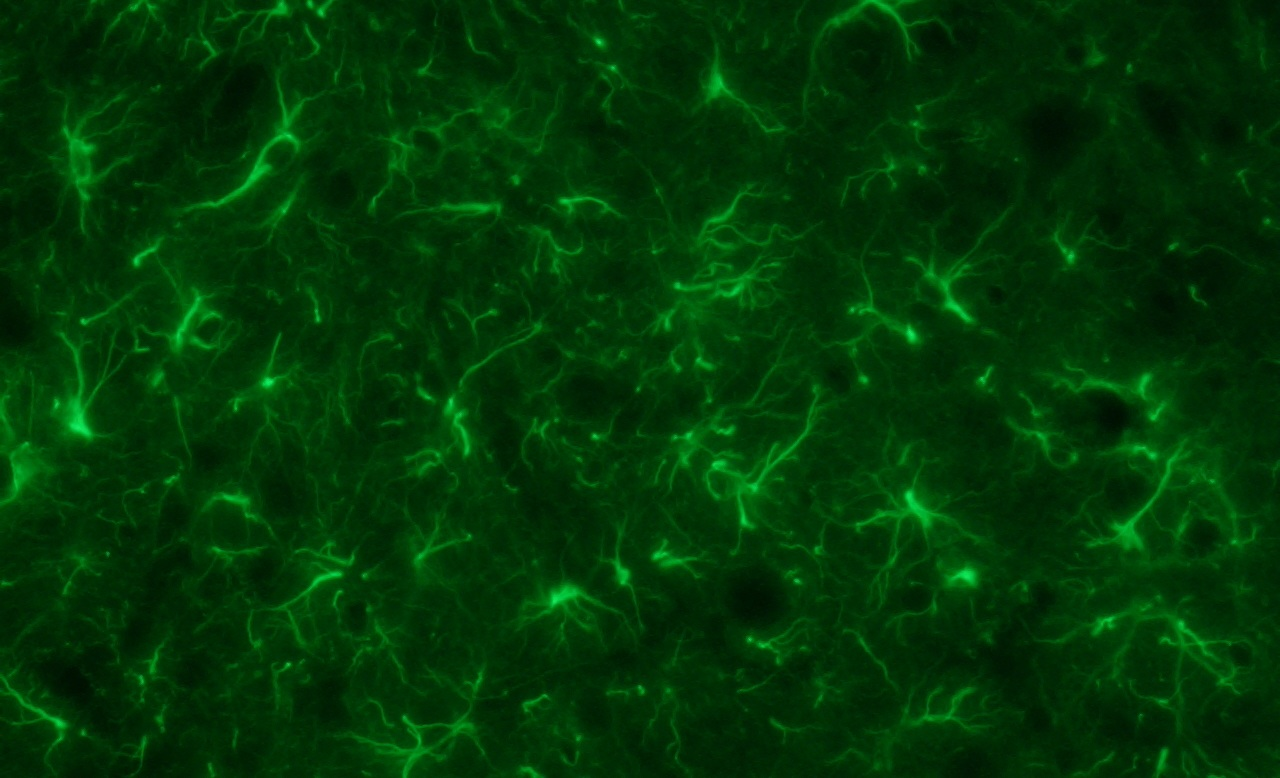
Astrocyty z rdzenia kręgowego szczura po barwieniu GFAP na zielono

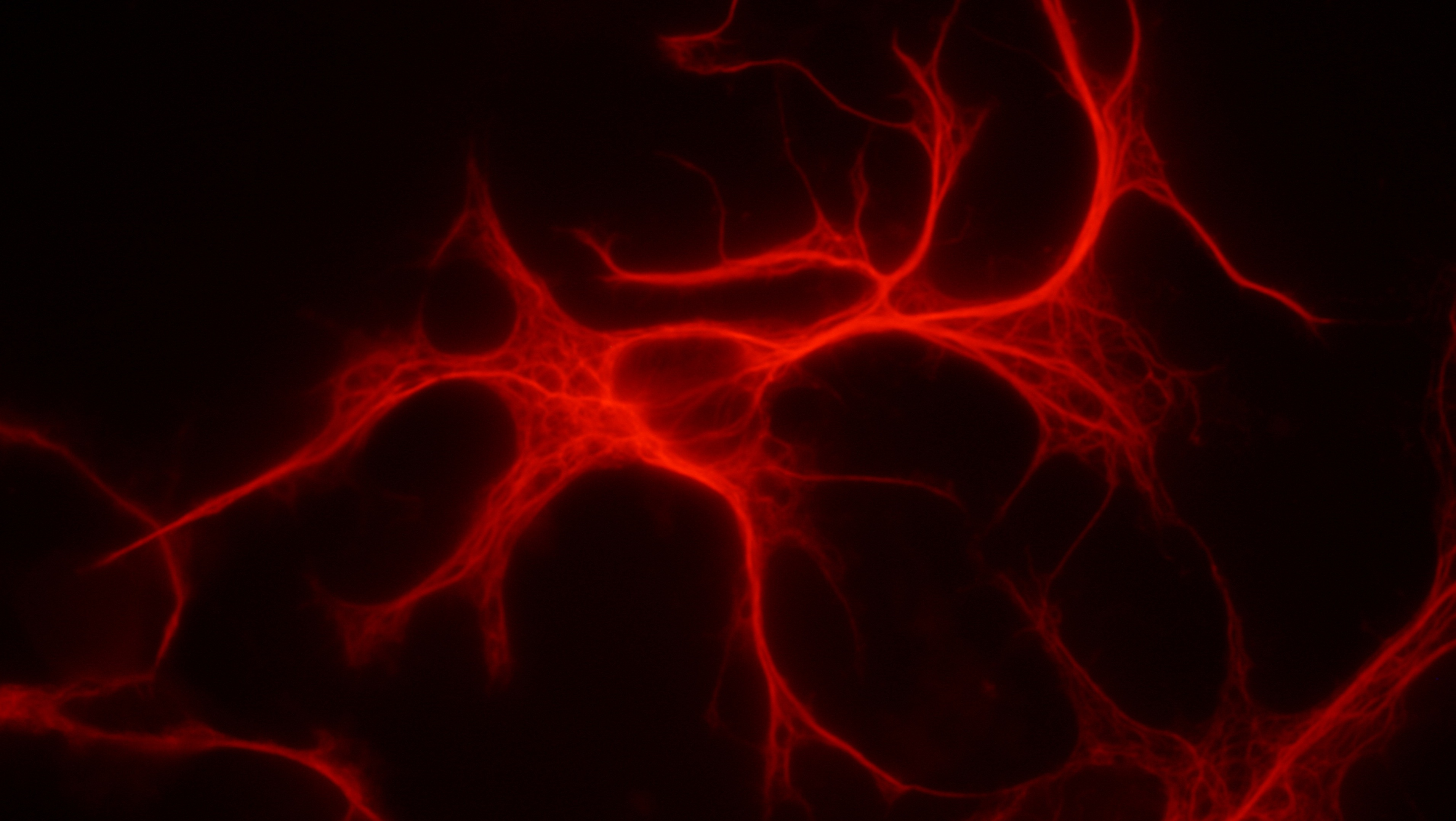
Astrocyt z hodowli komórkowej po barwieniu GFAP na czerwono

Astrocyty, komórki gwiaździste, glej gwiaździsty – największe (8–15 μm) komórki glejowe, charakteryzujące się nieregularnym kształtem, posiadające wypustki rozgałęziające się we wszystkich kierunkach. Występują w ośrodkowym układzie nerwowym. Pełnią wiele funkcji, m.in.: uczestniczą w przekaźnictwie nerwowym, przemianach amoniaku i kreatyny, procesach regeneracji oraz fagocytozy, a także tworzą barierę krew-mózg.
Astrocyty komunikują się też między sobą i z neuronami – wydzielają oraz wychwytują neuroprzekaźniki (odebrane sygnały są przekazywane wewnątrz astrocytów za pomocą szybkich zmian stężenia jonów wapnia). Wypustki astrocytów otaczają synapsy neuronów i wpływają na przekazywanie sygnału przez synapsę między neuronami. W zniszczonych rejonach mózgu, jeżeli ubytek tkanki nie jest duży, tworzą tzw. blizny glejowe. Podstawą uczenia się i pamięci jest tworzenie sieci neuronów o długotrwale wzmocnionym przewodnictwie synaptycznym, dlatego astrocyty wpływają na uczenie się i pamięć.
Wyróżnia się dwa typy astrocytów:
- protoplazmatyczne – charakterystyczne dla istoty szarej, posiadają gęstą sieć krótkich wypustek przylegających do perikarionów, ścian naczyń lub opony miękkiej;
- włókniste – występują głównie w istocie białej; wypustki posiadają gliofilamenty zbudowane z białka GFAP oraz wimentyny; są mniejsze od protoplazmatycznych.

## Zaawansowane astrocyty człowieka
Na poziomie komórkowym największa różnica pomiędzy korą mózgu człowieka i myszy występuje między astrocytami: ludzkie mają około 20 razy większą objętość i znacznie bardziej skomplikowane kształty. Wyjątkową formą dla naczelnych są astrocyty z długimi wypustkami przechodzącymi przez kilka warstw kory mózgowej. Gdy ludzkie astrocyty wszczepiono eksperymentalnie do mózgu myszy, spowodowało to szybsze jej uczenie się.